# OK-650 원자로

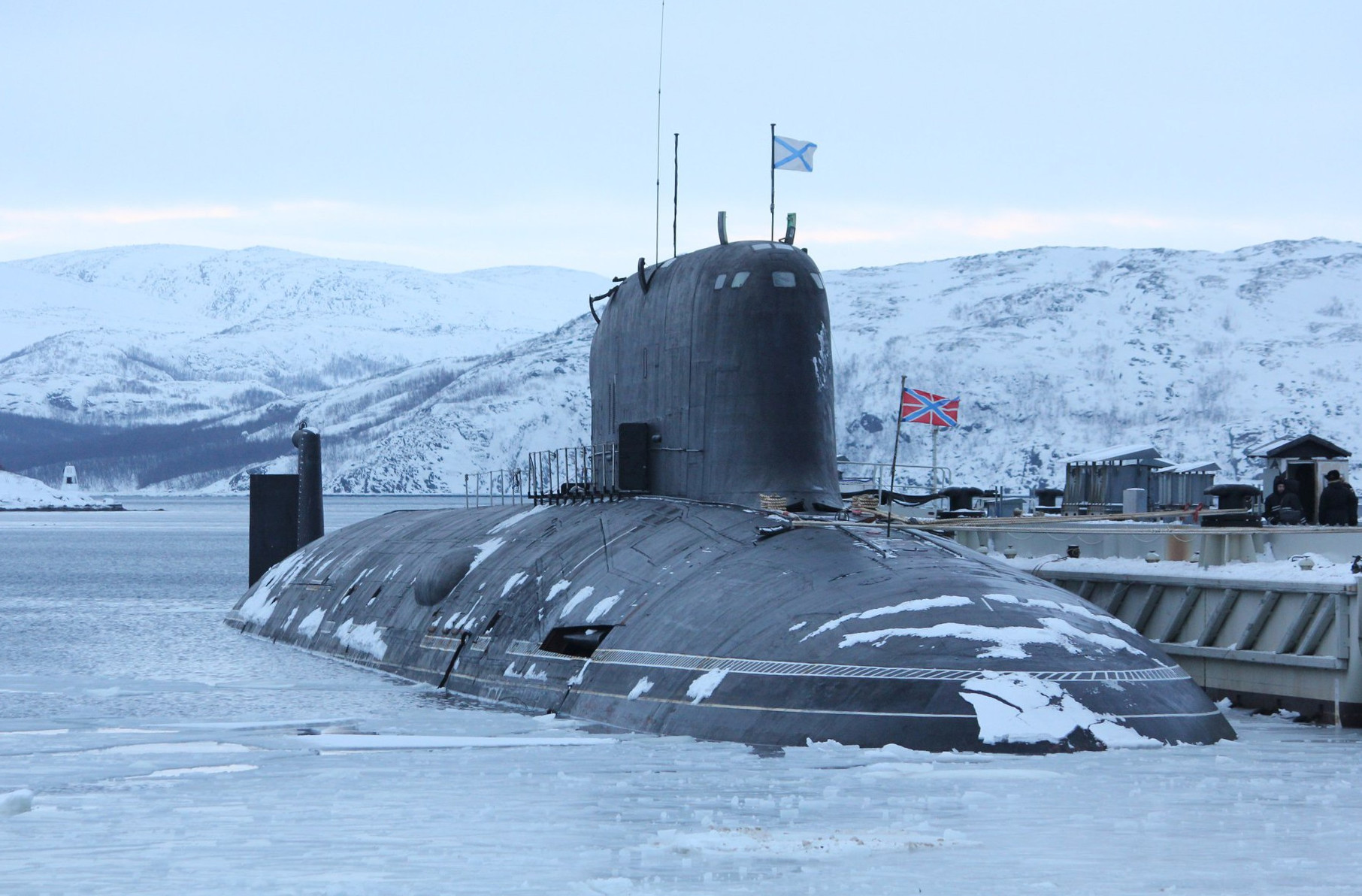
2020년 현재 러시아 최신형 공격원잠인 야센급

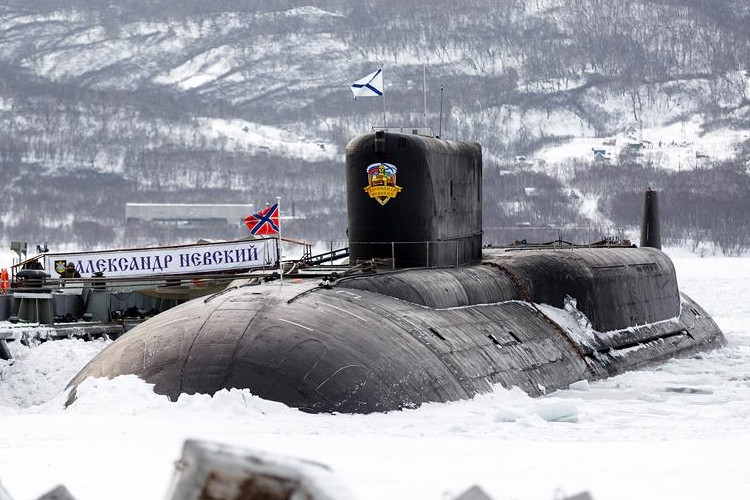
2020년 현재 러시아 최신형 전략원잠인 보레이급

OK-650 원자로는 러시아 OKBM이 개발한 핵잠수함용 원자로이다.

## 역사
한국은 BANDI-60 원자로를 러시아와 협력해서 개발했다는데, 러시아 OK-650 원자로와 열출력 200 MWt로 동일하다. 개발팀장 김시환 박사는 한국이 거의 다 개발했고, 러시아는 매우 일부만 도왔다지만, 열출력만 보면, 그냥 러시아 원자로를 국내생산 라이센스로 사온 게 아닌가 할 정도의 의심이 든다.
러시아 OK-650 원자로는 1970년대부터 2020년까지 계속 사용중인 모델이다.
OK-650 원자로가 사용된 러시아 잠수함은 다음과 같다.
- 오스카급 잠수함, 기공 1975년
- 타이푼급 잠수함, 기공 1976년
- 마이크급 잠수함, 기공 1978년
- 시에라급 잠수함, 기공 1979년
- 아쿨라급 잠수함, 기공 1983년
- 야센급 잠수함, 기공 1993년
- 보레이급 잠수함, 기공 1996년

한마디로 말하면, OK-650 원자로는 러시아가 50년 넘게 사용했고, 현재 최신형 전략원잠 공격원잠에 사용하는 원자로다.

## 최신개발
블라디미르 푸틴 대통령은 기존의 핵잠수함 원자로 보다 100배 작은데, 출력은 같거나 더 센 최신형 원자로를 개발했다고 말했다.
러시아 해군의 기존 핵잠수함 원자로라는 것은, OK-650을 의미한다.
러시아 핵잠수함은 OK-650 원자로와 OK-9 GTZA 터빈을 사용한다. 원자로와 스팀 발전기의 무게는 782톤이다. 방사능 유출을 막기 위한 압력용기 무기는 261톤이다. 합하면 1043톤이다. 그런데, 100배 가벼워 졌다는 것이니, 10톤이다.